# 塔爾瓦斯約基

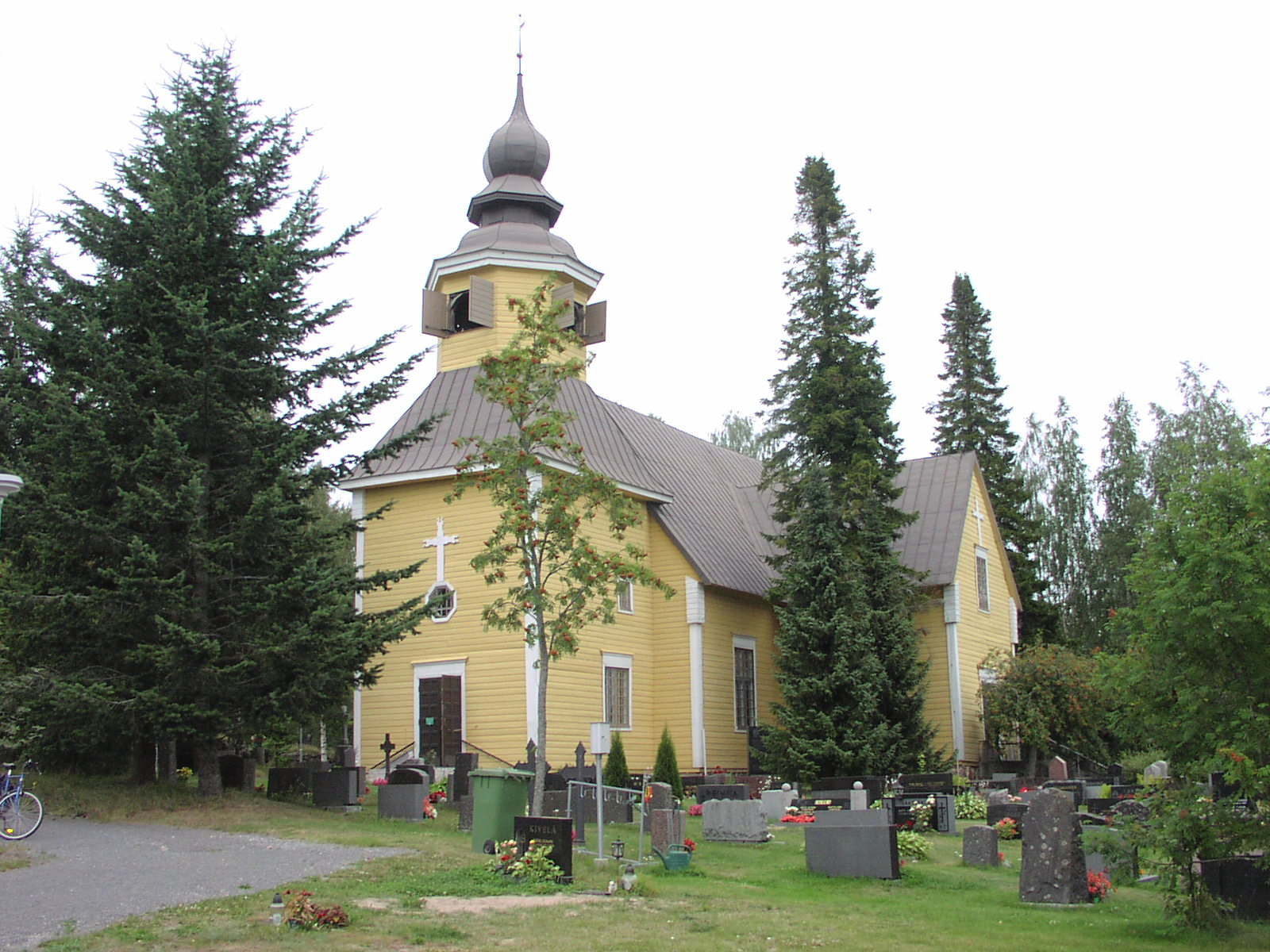
塔爾瓦斯約基教堂

塔爾瓦斯約基（芬蘭語：Tarvasjoki）是芬蘭一个已废置的市鎮，位於該國南部，在西南芬蘭區内，始建於1869年，面積102.41平方公里，2013年人口1,950，人口密度為每平方公里19.13人。2015年初时并入列托市镇。

## 外部連結
- 列托市镇官方网站 （页面存档备份，存于） （文） （瑞典文） （英文）